# Wilcza Jama (Stary Szor)
Wilcza Jama – kolonia wsi Stary Szor w Polsce, położona w województwie podlaskim, w powiecie sokólskim, w gminie Sokółka.
Według Słownika geograficznego Królestwa Polskiego:  dawne uroczysko Jama Wilcza o obszarze 18 dziesięcin
W latach 1975–1998 kolonia administracyjnie należała do województwa białostockiego.
Wierni kościoła rzymskokatolickiego należą do parafii Najświętszego Serca Pana Jezusa w Rozedrance Starej.